# Max Lundgren
Max Lundgren (Landskrona, 1937. március 22. – Malmö, 2005. május 27.) svéd ifjúsági szerző, forgatókönyvíró.

## Élete
Tíz éves volt, amikor családjával együtt Malmöbe költözött, élete végéig e város lakója volt. Lundban művészet- és irodalomtörténetet hallgatott. 1995 és 1997 közt a Svéd Írószövetség elnöke volt. Első megjelent munkája a Hunden som äntligen visslade volt 1962-ben. Írt az Åshöjdens BK futballcsapatról is, összesen több, mint ötven önálló kötete jelent meg. A Svéd gyermekkönyvi Akadémia tagja, sorrendben tizenötödik elnöke is volt. Több film, illetve televíziós forgatókönyvet is írt. 1991-ben elnyerte az Astrid Lindgren-díjat. Magyarul egyetlen könyve jelent meg Az aranynadrágos fiú címen a Delfin könyvek sorozatban, 1976-ban.

## Munkái
- Hunden som äntligen visslade (1962)
- Kandidaterna (1963)
- Alla barns ansikten (1964)
- Gangsterboken (1965)
- Äventyrets fyra färger (1965)
- Omin Hambbe i Slättköping (1966)
- Pojken med guldbyxorna (1967)
- Åshöjdens_BK (1967)
- Dörrarna låsta inifrån (1968)
- Regnbågskriget (1968)
- Åshöjden går vidare (1968)
- Kris i Åshöjdens BK (1969)
- Sagan om Lotta från Dösjöbro (1969)
- Ole kallar mej Lise (1969)
- Mats farfar (1970)
- Sommarflickan (1971)
- Åshöjden i kvalet (1971)
- Snapphanepojken (1972)
- IFK Trumslagaren (1972)
- IFK Trumslagaren och Lillis (1973)
- IFK Trumslagaren och Chris (1975)
- Myrorna (1976)
- Ännu minns jag Birthe (1978)
- Boken om Birthe (1978)
- Lättsinniga berättelser och andra noveller (1978)
- IFK Trumslagaren och Lasse (1979)
- Våning för fyra (1979)
- Matchens hjälte (1980)
- Inga Eliasson, affärsbiträde (1980)
- IFK Trumslagaren och Jack (1981)
- Mitt livs äventyr (1982)
- Benny, boxaren (1982)
- Hela gänget (1982)
- Torsten och Greta (1983)
- Benny Boxaren och kärleken (1984)
- Max Lundgrens Åshöjdens BK (1985)
- Samlade diktförsök (1986)
- Djävulens kontrakt (1987)
- Benny Boxaren nere för räkning (1987)
- Töser! (1988)
- På äventyr med Gula hissen (1988)
- BK Framåt (1989)
- Djävulens kontrakt (1989)
- Roseli, älskade Rosa (1990)
- Kåsebergaskräcken (1990)
- En kort tid av lycka (1990)
- Benny Boxaren i Amerika (1991)
- Åshöjdens BK (1992)
- Drömmen om Mallorca och andra berättelser (1992)
- Eriksfält leder med 1–0 (1994)
- 21 nästan sanna berättelser (1996)
- Råttan (1997)
- Benny, mästaren (1997)
- Dubbelspel (1999)
- Lina, Gulan och kärleken (2003)
- De magiska handskarna (2004)

## Forgatókönyvei
- Bombi Bitt och jag (1968)
- Frida och hennes vän (1970)
- Klerk (1976)
- Sommarflickan (1978)
- Våning för 4 (1979)
- Torsten och Greta (1983)
- Åshöjdens BK (1985)
- Hurvamorden (1986)
- Yngsjömordet (1986)
- Lackalänga (1987)
- Torntuppen (1996)

## Magyarul
- Az aranynadrágos fiú. Regény; ford. Tótfalusi István; Móra, Bp., 1976 (Delfin könyvek)

## Fordítás
- Ez a szócikk részben vagy egészben  a   Max Lundgren című svéd Wikipédia-szócikk ezen változatának fordításán alapul.  Az eredeti cikk szerkesztőit annak laptörténete sorolja fel. Ez a jelzés csupán a megfogalmazás eredetét és a szerzői jogokat jelzi, nem szolgál a cikkben szereplő információk forrásmegjelöléseként.